# Eucalyptus goniocalyx

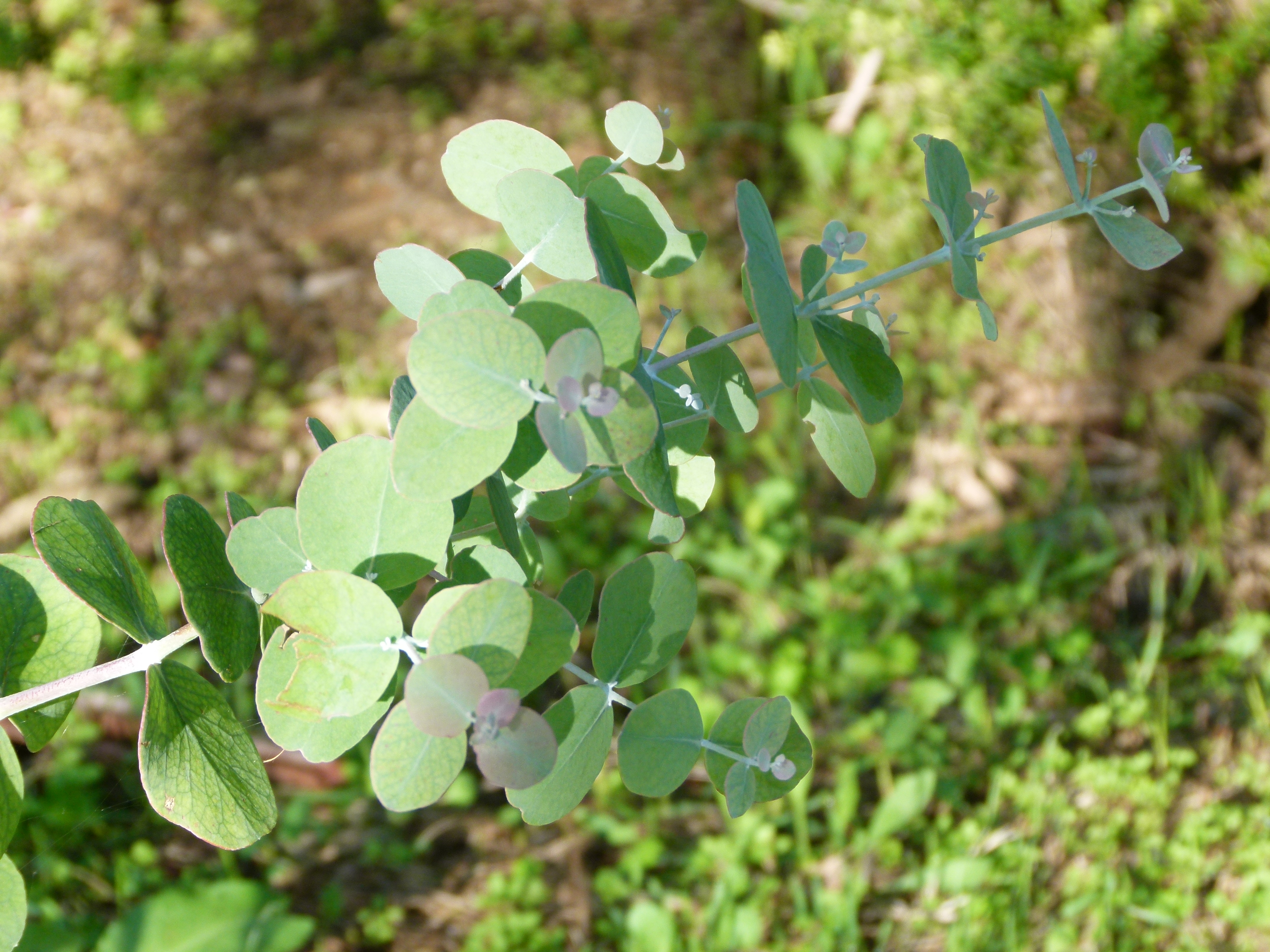
Detalle de la planta

Eucalyptus goniocalyx, boj de hojas largas (Long-leaved box) es una especie de eucalipto perteneciente a la familia de las mirtáceas.

## Descripción
Es un árbol de talla pequeña a grande con la corteza rugosa y persistente hasta las ramas, además es fibrosa, grisácea, llegando a estar profundamente agrietada, ancha y desaliñada en los árboles más grandes. Las hojas adultas son pedunculadas, lanceoladas de 20 x 3 cm, concolorosas y verdes.
Las flores blancas aparecen desde principios de otoño a mediados del invierno.

## Distribución y hábitat
La distribución ocurre ampliamente en las mesetas de Nueva Gales del Sur y en Victoria llegando al oeste casi con la frontera con Australia Meridional. En Australia Meridional desde los Montes Lofty a los Montes Flinders.

## Propiedades
Las hojas se destilan para la producción de cineol basado en el  aceite de eucalipto.

## Taxonomía
Eucalyptus goniocalyx fue descrita por F.Muell. ex Miq. y publicado en Nederlandsch Kruidkundig Archief. Verslangen en Mededelingen der Nederlandsche Botanische Vereeniging 4: 134. 1856.
Etimología
Eucalyptus: nombre genérico que proviene del griego antiguo: eû = "bien, justamente" y kalyptós = "cubierto, que recubre". En Eucalyptus L'Hér., los pétalos, soldados entre sí y a veces también con los sépalos, forman parte del opérculo, perfectamente ajustado al hipanto, que se desprende a la hora de la floración.
goniocalyx: epíteto
Variedades
- Eucalyptus goniocalyx subsp. exposa D.Nicolle, J. Adelaide Bot. Gard. 19: 87 (2000).
- Eucalyptus goniocalyx subsp. goniocalyx.

Sinonimia
- Eucalyptus elaeophora F.Muell., Fragm. 4: 52 (1864).
- Eucalyptus cambagei H.Deane & Maiden, Proc. Linn. Soc. New South Wales 25: 106 (1900).
- Eucalyptus cordieri var. brachypoma Blakely, Key Eucalypts: 147 (1934).[5][6]